# رامي محمد باشا
رامي محمد باشا ( 1654 – 1707)، شاعر وصدر أعظم عثماني، تولى منصب رئيس مكتب البحرية، واشترك في بعض الرحلات والحملات، رقي إلى مناصب مختلفة. عين وزيراً. فصدراً أعظم. وجه عنايته إلى إصلاح المدنية، وإقامة القناطر، وترميم المساجد. عين والياً على قبرس، ثم على مصر (1704). مات في رودس من جراء تعذيبه.